# SystemC
SystemC — язык проектирования и верификации моделей системного уровня, реализованный в виде C++ библиотеки с открытым исходным кодом. Библиотека включает в себя ядро событийного моделирования, что позволяет получить исполняемую модель устройства. Язык применяется для построения транзакционных и поведенческих моделей, а также для высокоуровневого синтеза.
Язык SystemC использует ряд понятий, схожих с теми, которые имеют языки описания аппаратуры VHDL и Verilog: интерфейсы, процессы, сигналы, событийность, иерархия модулей. Стандарт SystemC не вносит ограничения на использование языка C++ при описании моделей систем.
Разработан черновик стандарта на синтез SystemC, целью которого является определить подмножество языков C++ и SystemC, пригодное для поведенческого и RTL синтеза.

## Стандарты
- IEEE Std. 1666—2005 IEEE Standard SystemC Language Reference Manual[4]

## Пример
Пример описания модели сумматора:
```
#include
 
"systemc.h"
      // подключение заголовочного файла библиотеки SystemC

SC_MODULE
(
adder
)
          
// декларация модуля (класса)

{

    
sc_in
<
int
>
 
a
,
 
b
;
        
// порты

    
sc_out
<
int
>
 
sum
;

    
void
 
do_add
()
           
// процесс

    
{

        
sum
 
=
 
a
 
+
 
b
;

    
}

    
SC_CTOR
(
adder
)
          
// конструктор

    
{

        
SC_METHOD
(
do_add
);
    
// регистрация процесса do_add в ядре моделирования

        
sensitive
 
<<
 
a
 
<<
 
b
;
  
// список чувствительности процесса do_add

    
}

};

```

## Особенности языка

### Модули (module)
Модули — базовые строительные блоки в SystemC. Модель в SystemC обычно состоит из нескольких модулей, которые общаются через порты.

### Сигналы (signal)
Сигналы в SystemC являются эквивалентом посылки по проводу (wire).

### Порты (port)
Через порты происходит общение модуля с внешним миром (обычно с другими модулями).

### Процессы (process)
Процессы — главные вычислительные элементы. Процессы выполняются параллельно.

### Каналы (channel)
Через каналы в SystemC происходит общение элементов. Каналы могут быть простыми проводами или сложными соединительными механизмами наподобие очередей FIFO или шин.
Базовые каналы:
- signal
- buffer
- fifo
- mutex
- semaphore

### Интерфейсы (interface)
Порты используют интерфейсы для общения через каналы.

### События (events)
Должны быть описаны во время инициализации. Позволяют синхронизировать процессы.

### Типы данных
SystemC содержит несколько типов данных, поддерживающих моделирование аппаратуры.
Расширение стандартных типов:
- sc_int<> 64-разрядное знаковое целое число
- sc_uint<> 64-разрядное беззнаковое целое число
- sc_bigint<> знаковое целое число произвольной разрядности
- sc_biguint<> беззнаковое целое число произвольной разрядности

Логические типы:
- sc_bit 2-значный бит
- sc_logic 4-значный бит
- sc_bv<> вектор (одномерный массив) из sc_bit
- sc_lv<> вектор sc_logic

Типы чисел с фиксированной точкой (Fixed point types):
- sc_fixed<> templated signed fixed point
- sc_ufixed<> templated unsigned fixed point
- sc_fix untemplated signed fixed point
- sc_ufix untemplated unsigned fixed point

## Список приложений, поддерживающих SystemC
- Aldec Active-HDL, Riviera[5], совместное моделирование.
- Cadence Design Systems C-to-Silicon Compiler[6], синтез.
- Synopsys System Studio[7], моделирование, анализ, верификация.
- Mentor Graphics Catapult C Synthesis[8], синтез.
- Forte Design Systems Cynthesizer[9], синтез.
- Calypto SLEC System[10], анализ кода.
- Jeda Validation Tools Suite[11], анализ кода.
- SystemCrafter SystemCrafter SC[12], синтез.